# Comuna Săbăoani, Neamț
Săbăoani este o comună în județul Neamț, Moldova, România, formată din satele Săbăoani (reședința) și Traian.

## Așezare
Comuna se află în extremitatea estică a județului la limita cu județul Iași, pe terasa superioară a interfluviului Siret-Moldova, la nord de orașul Roman. Este străbătută de șoseaua națională DN2, care leagă Romanul de Suceava. Lângă Săbăoani, din acest drum se ramifică șoseaua națională DN28, care duce la Iași. Tot lângă Săbăoani, puțin mai la nord, tot din DN2 se ramifică două șosele județene: DJ207B, care duce spre sud la Cordun și Roman (unde se termină tot în DN2); și DJ208, care duce spre nord în județul Iași la Mircești, Hălăucești, Mogoșești-Siret, Stolniceni-Prăjescu, Pașcani (unde se intersectează cu DN28A), Valea Seacă, Lespezi, și mai departe în județul Suceava la Dolhasca, Dolhești, Preutești și Fălticeni (unde se termină în DN2). Prin comună trece și calea ferată Roman-Suceava, pe care este deservită de stația Săbăoani.

## Demografie
Componența etnică a comunei Săbăoani
     Români (92,31%)
     Alte etnii (0,05%)
     Necunoscută (7,65%)
Componența confesională a comunei Săbăoani
     Romano-catolici (90,45%)
     Ortodocși (1,2%)
     Alte religii (0,44%)
     Necunoscută (7,91%)
Conform recensământului efectuat în 2021, populația comunei Săbăoani se ridică la 10.619 locuitori, în creștere față de recensământul anterior din 2011, când fuseseră înregistrați 9.901 locuitori. Majoritatea locuitorilor sunt români (92,31%), iar pentru 7,65% nu se cunoaște apartenența etnică. Din punct de vedere confesional, majoritatea locuitorilor sunt romano-catolici (90,45%), cu o minoritate de ortodocși (1,2%), iar pentru 7,91% nu se cunoaște apartenența confesională.

## Politică și administrație
Comuna Săbăoani este administrată de un primar și un consiliu local compus din 17 consilieri. Primarul, Florin Vîrgă[*], de la Partidul Social Democrat, este în funcție din octombrie 2020. Începând cu alegerile locale din 2024, consiliul local are următoarea componență pe partide politice:
|  | Partid                          | Consilieri | Componența Consiliului | Componența Consiliului | Componența Consiliului | Componența Consiliului | Componența Consiliului | Componența Consiliului | Componența Consiliului | Componența Consiliului | Componența Consiliului | Componența Consiliului |
|  | ------------------------------- | ---------- | ---------------------- | ---------------------- | ---------------------- | ---------------------- | ---------------------- | ---------------------- | ---------------------- | ---------------------- | ---------------------- | ---------------------- |
|  | Partidul Social Democrat        | 10         |                        |                        |                        |                        |                        |                        |                        |                        |                        |                        |
|  | Alianța Dreapta Unită           | 3          |                        |                        |                        |                        |                        |                        |                        |                        |                        |                        |
|  | Partidul Național Liberal       | 3          |                        |                        |                        |                        |                        |                        |                        |                        |                        |                        |
|  | Alianța pentru Unirea Românilor | 1          |                        |                        |                        |                        |                        |                        |                        |                        |                        |                        |

## Istorie
Componența lingvistică a comunei Săbăoani (estimare de Tánczos Vilmos/2012)
     Nu vorbește în limba maghiară (75%)
     Vorbește limba maghiară, dar limba maternă este română (13%)
     Limba maternă este maghiară (12%)
Până în anul 1864, când, sub domnia lui Alexandru Ioan Cuza, a fost realizată reorganizarea modernă a României, localitatea Săbăoani a fost arondată următoarelor ocoale din ținutul Romanului: Ocolul Cotul Mijlocului (1772-1774), Ocolul Mijlocului (1774-1883) și Ocolul Moldovei (1883-1864).
Aceste frecvente schimbări de apartenență administrativă se pot explica și prin proiectele de reorganizare încercate de Principatul Moldovei în perioada de după Regulamentul Organic. De menționat faptul că în aceasta perioadă satul Săbăoani a inclus și trupul de moșie Berindești din Deal, așa cum de altfel o certifica și cartagrafiile din 1820, 1832, 1838 și 1845. În anul 1873 Berindeștii din Deal devine satul Brindești. În anul 1864, alături de noile unități administrative, județul și plasa, se înființează și comuna. Săbăoani primește statutul de comună, pe care îl va fi păstrat până în anul 1876.
Dupa reînființarea comunei în anul 1887, pe lângă satul Berindești i-au fost adăugate, pentru anumite perioade, și alte sate: Licușeni, Adjudeni, Ferdinand, Gherăești, Iugani, Pildești, Simionești, Săbăoani și Tețcani.
La sfârșitul secolului al XIX-lea, comuna făcea parte din plasa Moldova a județului Roman și era formată numai din satul de reședință, cu 2462 de locuitori, în majoritate maghiari. În comună existau o școală mixtă cu 115 elevi și o biserică catolică. Anuarul Socec din 1925 o consemnează în aceeași plasă, având 4200 de locuitori în satele Lecușeni, Săbăoani și Traian.
În 1950, comuna a fost transferată raionului Roman din regiunea Bacău (între 1952 și 1956, din regiunea Iași). În 1968, ea a trecut la județul Neamț; tot atunci, a fost desființat satul Lecușeni (comasat cu satul Săbăoani).

## Personalități
- Demeter Lakatos (n. 1911 – d. 1974), primul poet renumit de origine ceangăiască și singurul poet maghiar din secolul al XX-lea care a scris toate operele în graiul vechi ceangăiesc de nord;
- Carol Scrob (n. 1856 – d. 1913), poet român, autor de omagii lirice, madrigale, versuri de album, elegii erotice, romanțe. Cea mai cunoscută creație a sa este reprezentată de versurile la valsul „Valurile Dunării”, pe muzica lui Iosif Ivanovici;
- Ioan Robu (n. 1944) cleric romano-catolic, care deține din anul 1990 funcția de arhiepiscop mitropolit al Arhiepiscopiei Romano-Catolice din București și din anul 2020 cea de arhiepiscop mitropolit emerit tot al Arhiepiscopiei Romano-Catolice din București. Robu este membru de onoare al Academiei Române din anul 2001;
- Aurel Percă (n. 1951) cleric romano-catolic, care deține din anul 1999 funcția de episcop auxiliar al Episcopiei Romano-Catolice din Iași și din anul 2020 cea de arhiepiscop mitropolit al Arhiepiscopiei Romano-Catolice din București;
- Petru Sescu (n. 1965) cleric romano-catolic, care deține din anul 2021 funcția de episcop auxiliar al Episcopiei Romano-Catolice din Iași;
- Mihai Robu (n. 1884 – d. 1944), cleric romano-catolic, care a îndeplinit funcția de episcop romano-catolic de Iași (1925-1944);
- Valentin Robu (n. 1967) canotor a Clubului Sportiv Dinamo București, a participat la trei ediții ale Jocurilor Olimpice și opt ale Campionatelor Mondiale.

## Vezi și

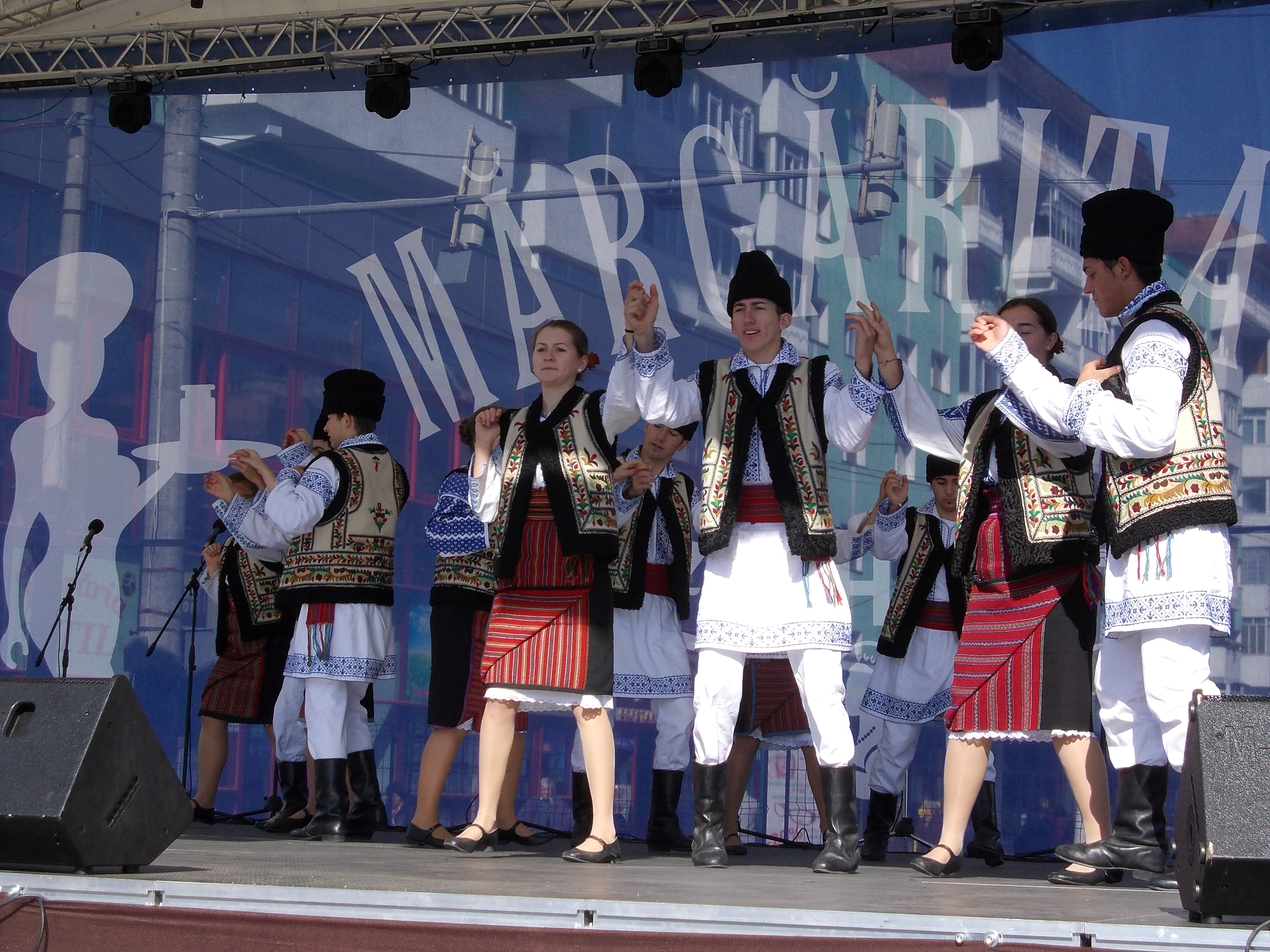
Ansamblul folcloric Izvorașul din Săbăoani, pe scenă la Roman

## Monumente istorice

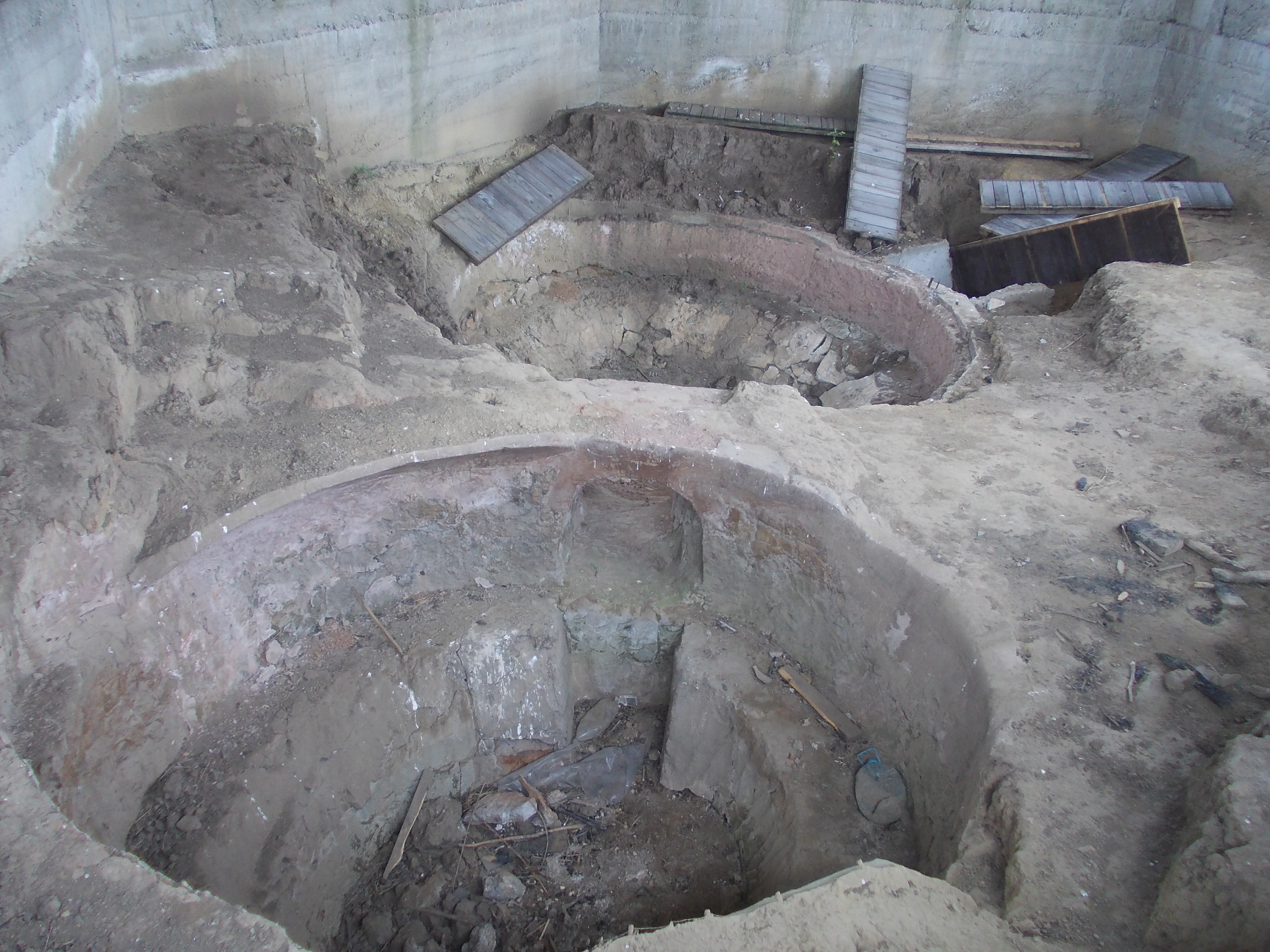
Cuptoare de ars piatra de var din secolul XIV

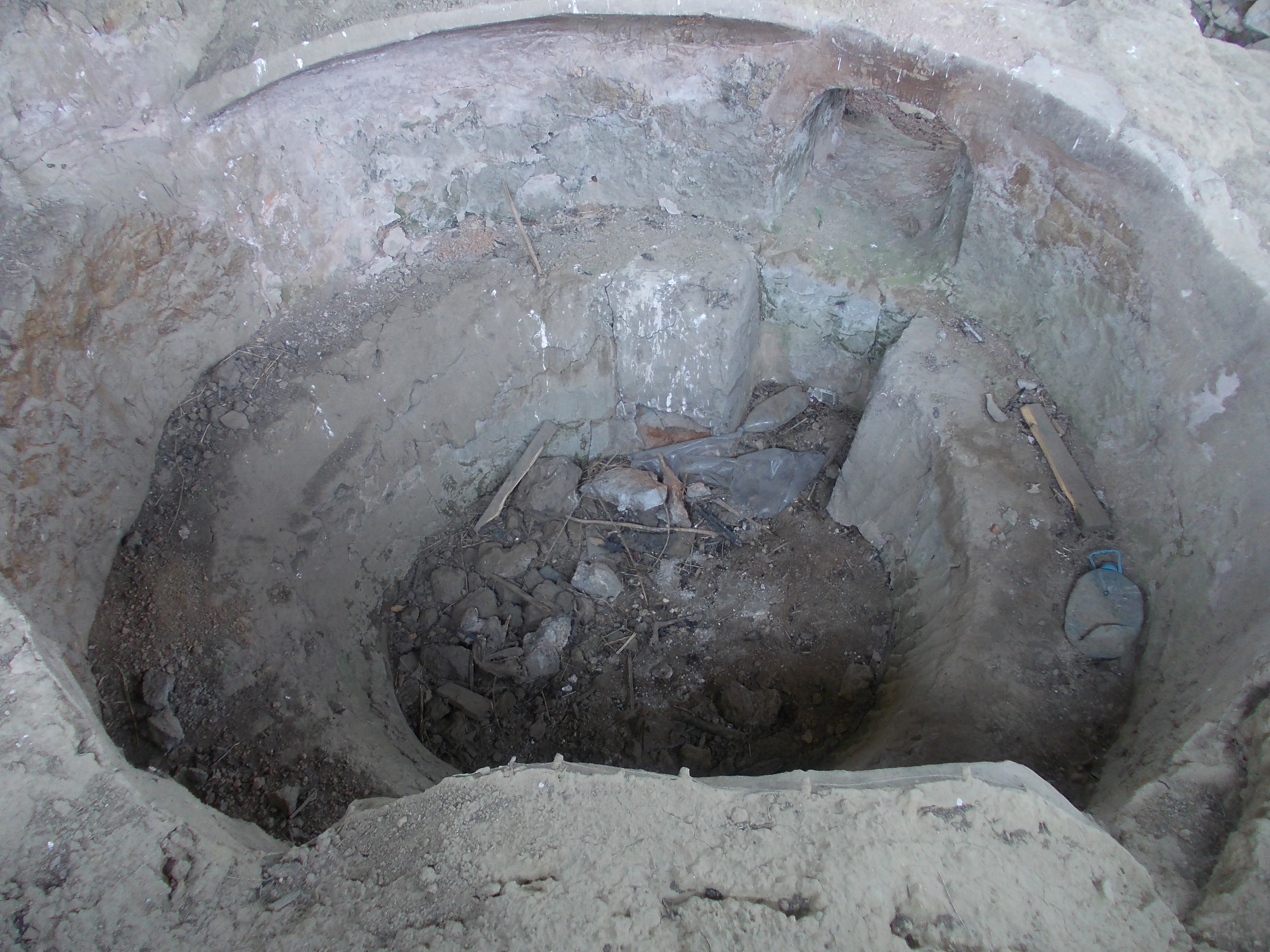

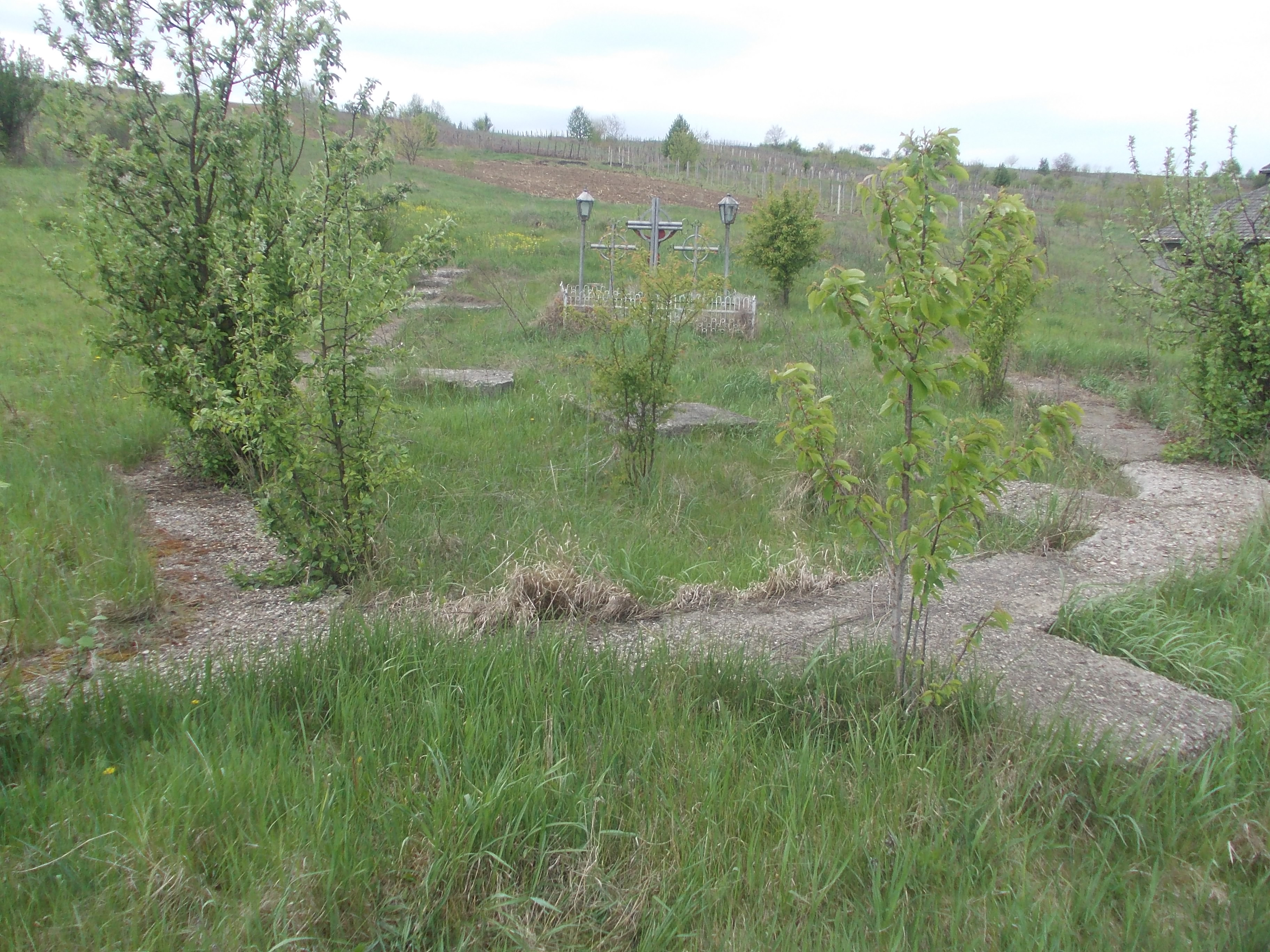
Temelia fostei biserici din Berindești, vechea vatră a satului Săbăoani

Patru obiective din comuna Săbăoani sunt incluse în lista monumentelor istorice din județul Neamț ca monumente de interes local, toate fiind clasificate ca situri arheologice: în situl de „la Bisericuță” (satul Săbăoani) au fost găsite urmele unor așezări din eneolitic (cultura Cucuteni), Epoca Bronzului, secolele al II-lea–al III-lea e.n., secolele al VI-lea–al VII-lea, secolele al XIV-lea–al XVII-lea, precum și ruinele fostei biserici romano-catolice (secolele al XIV-lea–al XVI-lea); „la Izlaz” (2 km est de satul Săbăoani) se află un sit ce conține o așezare din perioada Halstatt, o așezare și o necropolă din secolele al II-lea–al III-lea e.n., o așezare și o necropolă din secolele al IV-lea–al VII-lea, și o așezare din secolele al XIV-lea–al XV-lea; la „Turnul de Apă” din Săbăoani se află o așezare și o necropolă din secolele al II-lea–al III-lea e.n.; și, în fine, la „Izvoare” (lângă satul Traian) au fost descoperite așezări din secolele al II-lea–al III-lea e.n. și din secolele al XIV-lea–al XV-lea.